# Utrecht Vikings
Utrecht Vikings is een voormalige Nederlandse Americanfootballclub uit Utrecht. De club kwam uit in de competities van de Nederlandse American Football Federatie. 

## Geschiedenis
De Utrecht Vikings waren een van de grondleggers van de eerste georganiseerde competities voor American football in Nederland. De club was in 1984 betrokken bij de oprichting van de NAFF, samen met clubs als de Amsterdam Crusaders, de Amsterdam Rams en de Den Haag Raiders.

## Ontslagschandaal Amerikaanse coach
In 1987 verzamelden de spelers van de Utrecht Vikings handtekeningen om het ontslag van hun toen Amerikaanse coach te bewerkstelligen. Het briefje met handtekeningen werd echter in plaats van bij het clubbestuur rechtstreeks bij de coach ingediend, waarna het bestuur in zijn volledigheid besloot op te stappen.

## Deelname Tulip Bowl
In hun bestaan deden de Utrecht Vikings eenmaal mee aan de finale om de Tulip Bowl, in 1992, die zij verloren met 42-13 tegen de Amsterdam Crusaders.